# René Zechlin

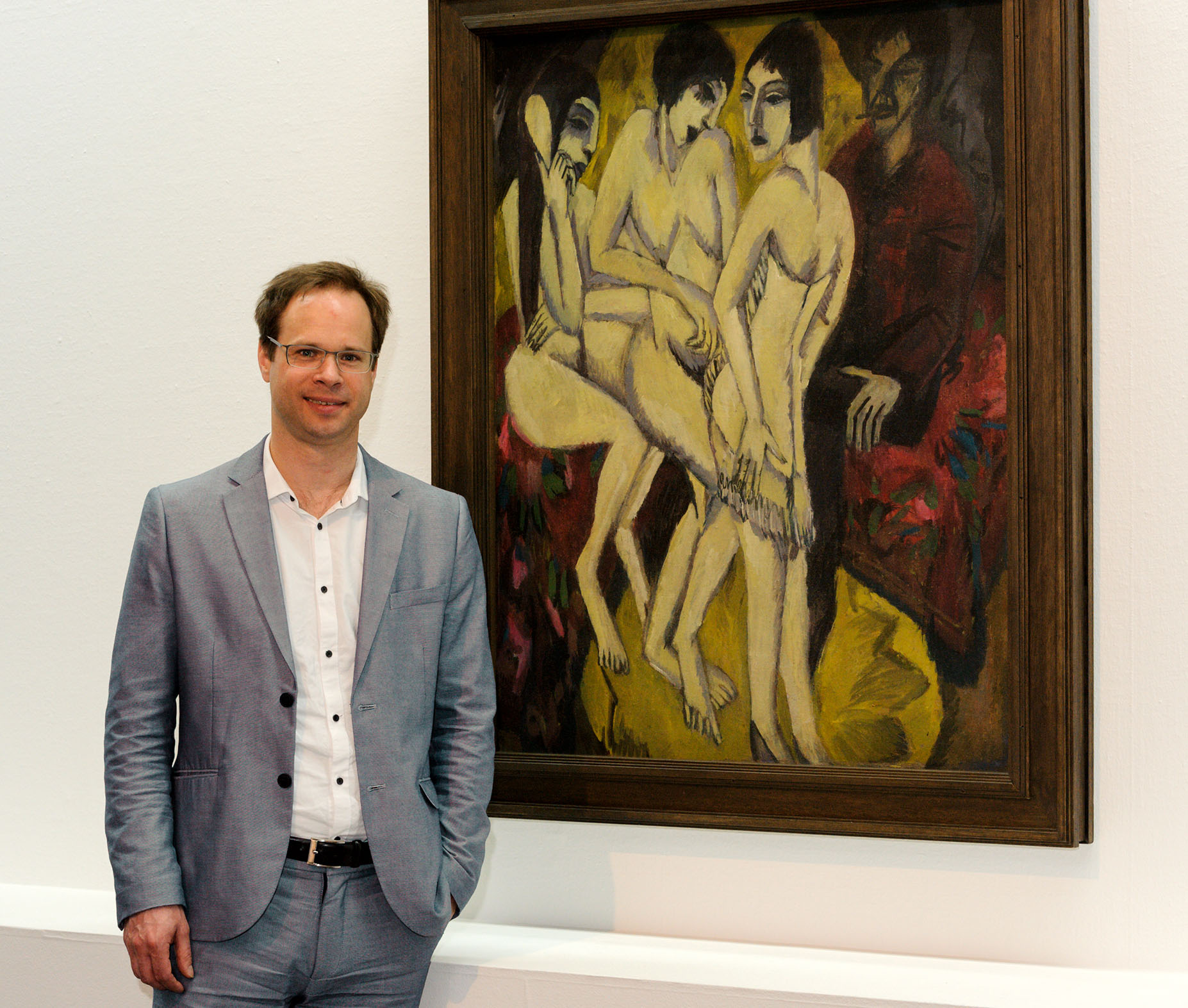
René Zechlin mit Ernst Ludwig Kirchners „Urteil des Paris“, 1913

René Zechlin (* 1974 in Würzburg) ist ein deutscher Kunsthistoriker, Kurator, Autor und Herausgeber sowie Direktor des Wilhelm-Hack-Museums in Ludwigshafen am Rhein.

## Leben
Nach seinem Abitur studierte René Zechlin Kunstgeschichte, Betriebswirtschaftslehre und Philosophie an der Universität Stuttgart. Nachdem er als Kurator am Frankfurter Kunstverein tätig gewesen war, übernahm er ab 2004 die Verantwortung für das Ausstellungsprogramm der Lewis Glucksman Gallery am University College Cork, Irland.
Von 2008 bis 2014 war René Zechlin Direktor des Kunstvereins Hannover. In dieser Zeit war er ab 2011 auch Vorsitzender der Arbeitsgemeinschaft Deutscher Kunstvereine.
Seit 2014 ist René Zechlin Direktor des Wilhelm-Hack-Museums in Ludwigshafen am Rhein.

## Ausstellungen (Auswahl)
- 2012: MADE IN GERMANY ZWEI – Internationale Kunst in Deutschland. Gemeinschaftsprojekt von Sprengel Museum Hannover, der Kestnergesellschaft und dem Kunstverein Hannover.
- 2011: Über die Metapher des Wachstums. Kunstverein Hannover in Kooperation mit dem Frankfurter Kunstverein und dem Kunsthaus Baselland, Muttenz / Basel
- 2009: Oppositions Dialogues. Kunstverein Hannover
- 2007: Overtake – The Reinterpretation of modern art. Lewis Glucksman Gallery.
- 2006: Embodied Time – Art Video, 1970 to the present. Lewis Glucksman Gallery
- 2006: Cooling out – on the paradox of feminism. Lewis Glucksman Gallery in Zusammenarbeit mit Kunsthaus Baselland, Muttenz / Basel und Halle für Kunst, Lüneburg. Ein Projekt von Sabine Schaschl-Cooper, Bettina Steinbrügge und René Zechlin.
- 2005: Blake & Sons-Alternative lifestyles and mysticism in contemporary art.Lewis Glucksman Gallery und Model Arts and Niland Gallery, Sligo (mit Katalog).

### Einzelausstellungen und Projekte (Auswahl)
- 2014: Ulla von Brandenburg, Kunstverein Hannover. Christoph Girardet + Matthias Müller, Kunstverein Hannover
- 2013: Brian Jungen, Kunstverein Hannover
- 2013: Stufen zur Kunst: Heike Mutter & Ulrich Genth, Künstlerhaus Hannover
- 2012: Hans Op de Beeck, Kunstverein Hannover
- 2012: Hernan Bas, Kunstverein Hannover
- 2011: Eva Rothschild, Kunstverein Hannover
- 2011: Stufen zur Kunst: Esther Stocker, Künstlerhaus Hannover
- 2010: Timm Ulrichs, Kunstverein Hannover / Sprengel Museum Hannover
- 2010: Charles Avery, Kunstverein Hannover
- 2010: Stufen zur Kunst: Christian Helwing, Künstlerhaus Hannover
- 2010: Jason Dodge, Kunstverein Hannover
- 2009: Friedrich Kunath, Kunstverein Hannover
- 2009: João Maria Gusmão + Pedro Paiva, Kunstverein Hannover
- 2009: Simon Dybbroe Møller, Kompendium, Kunstverein Hannover
- 2008: Omer Fast, Kunstverein Hannover
- 2007: Tue Greenfort, Lewis Glucksman Gallery
- 2005: Rajesh Mehta, Sounding Building, Lewis Glucksman Gallery
- 2005: Gabriel Lester, A, B, C Behind the scenes, Lewis Glucksman Gallery
- 2005: Dirk Fleischmann, STOP SHOW, Lewis Glucksman Gallery
- 2005: Joseph Beuys, JaJaJaJa-NeeNeeNeeNee, Lewis Glucksman Gallery
- 2005: Kerry Tribe, Here and Elsewhere, Lewis Glucksman Gallery

## Publikationen (Auswahl)
- Petra Kaltenmorgen. (= Kunst der Gegenwart aus Niedersachsen. Band 72). Wallstein Verlag, Göttingen 2017, ISBN 978-3-8353-3028-3. Katalog zur Ausstellung Stand der Dinge vom 1. April – 16. Juli 2017 im Sprengel-Museum Hannover.
- MADE IN GERMANY ZWEI. Internationale Kunst in Deutschland (auf Dt. und Engl.), Wien 2012, ISBN 978-3-86984-334-6.
- René Zechlin (Red.): Hernan Bas – the other side (engl./dt.), zur gleichnamigen Ausstellung vom 18. Februar – 29. April 2012 im Kunstverein Hannover, mit Texten von René Zechlin und Michele Robecchi, Berlin: Distanz, 2012, ISBN 978-3-942405-75-1.
- Über die Metapher des Wachstums (= On the metaphor of growth) (dt./engl.), zur gleichnamigen Ausstellung vom 16. April – 26. Juni 2011 im Kunstverein Hannover; im Kunsthaus Baselland vom 20. Mai – 10. Juli 2011; im Frankfurter Kunstverein vom 27. Mai – 31. Juli 2011, hrsg. von René Zechlin, Basel: Christoph-Merian-Verlag, 2011, ISBN 978-3-85616-534-5.
- Siegfried Neuenhausen. Die Bürger von B., Sprengel-Museum Hannover, Kleine Welten, Kunstverein Hannover (dt./engl.), zur Ausstellung Siegfried Neuenhausen, Kleine Welten im Kunstverein Hannover vom 6. Juli 2011 bis 14. August 2011 und Die Bürger von B. im Sprengel-Museum Hannover vom 6. Juli 2011 bis 9. Oktober 2011, mit Texten von René Zechlin und Ulrich Krempel, Hannover: Kunstverein; Hannover: Sprengel-Museum, 2011, ISBN 978-3-934421-22-6.
- Timm Ulrichs. Betreten der Ausstellung verboten! Werke von 1960 bis 2010, Hrsg. Kunstverein Hannover und Sprengel Museum Hannover, Stuttgart 2010, ISBN 978-3-7757-2794-5.
- Charles Avery. Onomatopoeia: The Port, Köln 2010, ISBN 978-3-86560-840-6.
- David Schnell. Stunde / Hour / Uur, Hrsg. Kunstverein Hannover, GEM Museum voor actuele Kunst, Den Haag, Museum zu Allerheiligen, Schaffhausen, Stuttgart 2010, ISBN 978-3-7757-2620-7.
- Jason Dodge. I Woke Up. There Was A Note In My Pocket Explaining What Had Happened. Hrsg. Friederike Schönhuth, Kunstverein Hannover und La Galerie, Centre d’art contemporain, Noisy-le-Sec, Vorwort von Marianne Lanavère und René Zechlin, Stuttgart 2010, ISBN 978-3-7757-2618-4.
- David Thorpe – veils and shelters or sparkles of glory or perfume against the sulphurous stinke of the snuffe or the light for smoak (dt./engl.), zur gleichnamigen Ausstellung vom 29. August – 8. November 2009 im Kunstverein Hannover, hrsg. René Zechlin, Hannover: Kunstverein Hannover, 2009, ISBN 978-3-934421-18-9.
- Friedrich Kunath – „Home wasn't built in a day“ (dt./engl.), zur gleichnamigen Ausstellung vom 28. November 2009 bis 24. Januar 2010 im Kunstverein Hannover, hrsg. von René Zechlin, Hannover: Kunstverein Hannover; Berlin/New York, NY: Sternberg Press, 2009, ISBN 978-1-933128-92-4.
- João Maria Gusmão & Pedro Paiva – About the presence of things, zur gleichnamigen Ausstellung im Kunstverein Hannover, hrsg. von René Zechlin, Hannover 2009: Kunstverein Hannover, ISBN 978-3-934421-17-2.
- Simon Dybbroe Møller, Kompendium (dt./engl.), zur gleichnamigen Ausstellung im Kunstverein Hannover vom 14. März – 17. Mai 2009 sowie zur Ausstellung Appendix im Frankfurter Kunstverein vom 27. März – 31. Mai 2009, hrsg. von René Zechlin und Katja Schroeder, Berlin 2009: Sternberg Press, ISBN 978-1-933128-68-9.
- The splash is bliss. Claudia Kapp (dt./engl.), zur Ausstellung Jacqueline Doyen, Claudia Kapp – Preis des Kunstvereins Hannover vom 31. Januar – 1. März 2009 im Kunstverein Hannover, hrsg. von René Zechlin, 1. Auflage, Berlin 2009: evolver Publ. by VVV, ISBN 978-3-86895-025-0.
- Leigh Bowery. beautified provocation (dt./engl.), zur Ausstellung Leigh Bowery im Kunstverein Hannover vom 31. August – 26. Oktober 2008, ein Ausstellungsprojekt im Rahmen von „Hannover Goes Fashion“, hrsg. von René Zechlin, mit Beiträgen von Nicola Bowery u. a., Heidelberg 2008: Kehrer, ISBN 978-3-86828-041-8 und 978-3-86828-033-3Weblinks